# 21814 Shanawolff
21814 Shanawolff este un asteroid din centura principală de asteroizi.

## Descriere
21814 Shanawolff este un asteroid din centura principală de asteroizi. A fost descoperit pe 3 octombrie 1999 la Socorro, New Mexico, în cadrul proiectului LINEAR. Asteroidul prezintă o orbită caracterizată de o semiaxă mare de 2,25 ua, o excentricitate de 0,07 și o înclinație de 4,0° în raport cu ecliptica.